# كهل

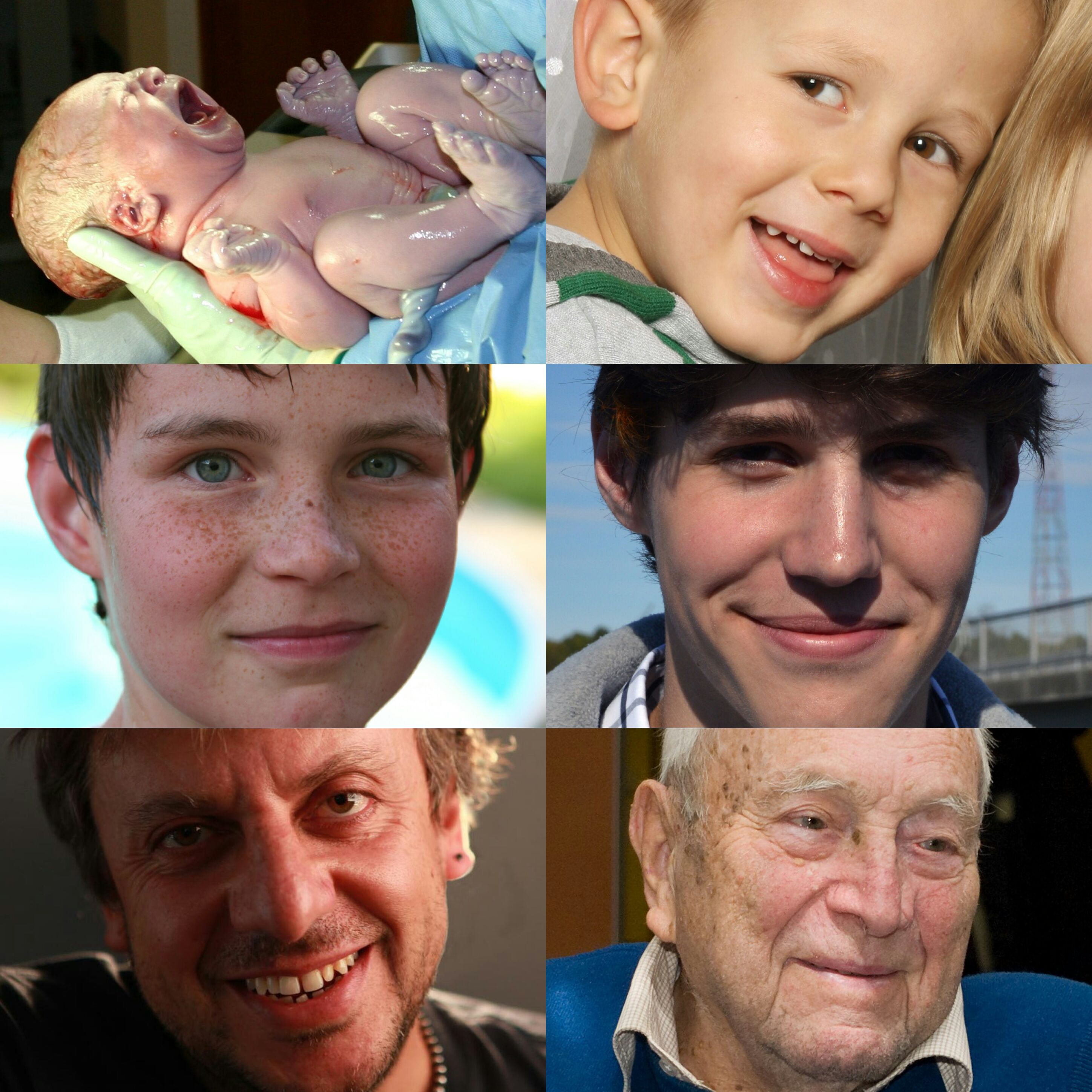

كهل هي فترة العمرية التي تتجاوز مرحلة الشباب ولكن قبل ظهور مرحلة الشيخوخة. وقيل إنه بين 35 إلى 55 سنة وقيل إنها بين 40 الي 60 سنة

## الصحة
الكهل شخص تقدم في العمر، غالبا ما تظهر عليه علامات واضحة للتقدم في السن مثل فقدان مرونة الجلد وشيب الشعر وضعف في اللياقة البدنية وغالباً ما يكون هناك تراكم في الدهون في جسمه، وانخفاض في معدل ضربات القلب